# 皇家安达卢西亚马术学校
36°41′29″N 6°08′21″W / 36.69151°N 6.13907°W
皇家安达卢西亚马术学校（西班牙語：Real Escuela Andaluza del Arte Ecuestre）是一个致力于保护西班牙传统马术的机构，总部位于西班牙赫雷斯-德拉弗龙特拉。它是世界上最负盛名的“四大”古典骑术学院之一。

## 活动
该校致力于保护安达卢西亚马的血统，保持西班牙巴洛克式马术的经典传统，为国际盛装舞步比赛的马匹和骑手做好准备，并提供马术、教练、铁匠、马匹护理和繁殖、马鞍、马具制造和护理等各个方面的教育。
安达卢西亚皇家学校以其面向游客的马术表演而闻名。这所学校毗邻赫雷斯历史悠久的19世纪娱乐中心（西班牙語：Recreo de las Cadenas）。